# Royal Mail
Royal Mail és l'empresa de servei postal del Regne Unit, que presta serveis a nivell nacional i internacional. Fundada el 1516 per Enric VIII com l'Oficina General postal del país, és una de les companyies de correus i telègrafs més antigues del món. Actualment, està controlada pel Govern britànic, a través del secretari d'Estat per als Negocis, Innovació i Habilitats.
L'empresa és la responsable del correu postal i missatgeria dins del Regne Unit, pel que compta amb prop de 15.000 oficines repartides a tot el país. Entre les seves subsidiàries, a més de Royal Mail per al correu ordinari, es troben Parcelforce Worldwide per missatgeria, i General Logistics Systems per a operacions logístiques internacionals.